# Storögd veddyngmygga
Storögd veddyngmygga (Ectaetia lignicola) är en tvåvingeart som beskrevs av Edwards 1925. Storögd veddyngmygga ingår i släktet Ectaetia och familjen dyngmyggor. Arten är reproducerande i Sverige. Inga underarter finns listade i Catalogue of Life.